# ハードロック・ホテル
ハードロック・ホテル (Hard Rock Hotel) は、ハードロックカフェを経営する Hard Rock Cafe International, Inc. によって運営されている、ホテルのブランド。最初の施設は、1995年にハードロックカフェの共同創業者のひとりであるピーター・モートンによってラスベガスに開設された、カジノを付設したハードロック・ホテル・アンド・カジノであった。その後、ハードロック・ホテル・アンド・カジノとともに、カジノをもたないハードロック・ホテルも、世界各地のリゾート地を中心にチェーン展開が進められるようになった。1998年には、アジアで最初のハードロック・ホテルが、インドネシアのバリ島クタに開業した。
2001年にはタイのリゾート地パタヤ（パッタヤー）、2009年にはマレーシアのペナン島にハードロック・ホテルが開業した。
2012年には、メキシコにも進出し、いずれもリゾート地であるプエルト・バラルタ (Puerto Vallarta)とカンクンにハードロック・ホテルが開業した。
こうした、リゾート地への展開とは別に、アメリカ合衆国内の大都市への展開もあり、2004年にはシカゴの歴史的高層建築のひとつカーバイド・アンド・カーボン・ビルディング (Carbide & Carbon Building) の中に、3年の工期で10億6千万ドルの改装費をかけたというハードロック・ホテル・シカゴが開業し、2009年にはサンディエゴにもハードロック・ホテルが出店した。
2013年1月現在、Hard Rock Cafe International, Inc. が運営するハードロック・ホテルは全世界に10施設があり、さらにマカオにも「ハードロック・ホテル・マカオ」があるが、この施設はカジノをもっておりハードロック・ホテル・アンド・カジノのひとつとして扱われている。以上のほかにも、フロリダ州オーランドや、パナマ・シティ、シンガポールのセントーサ島などに、ハードロック・ホテルがある。